# Comportament sexual humà

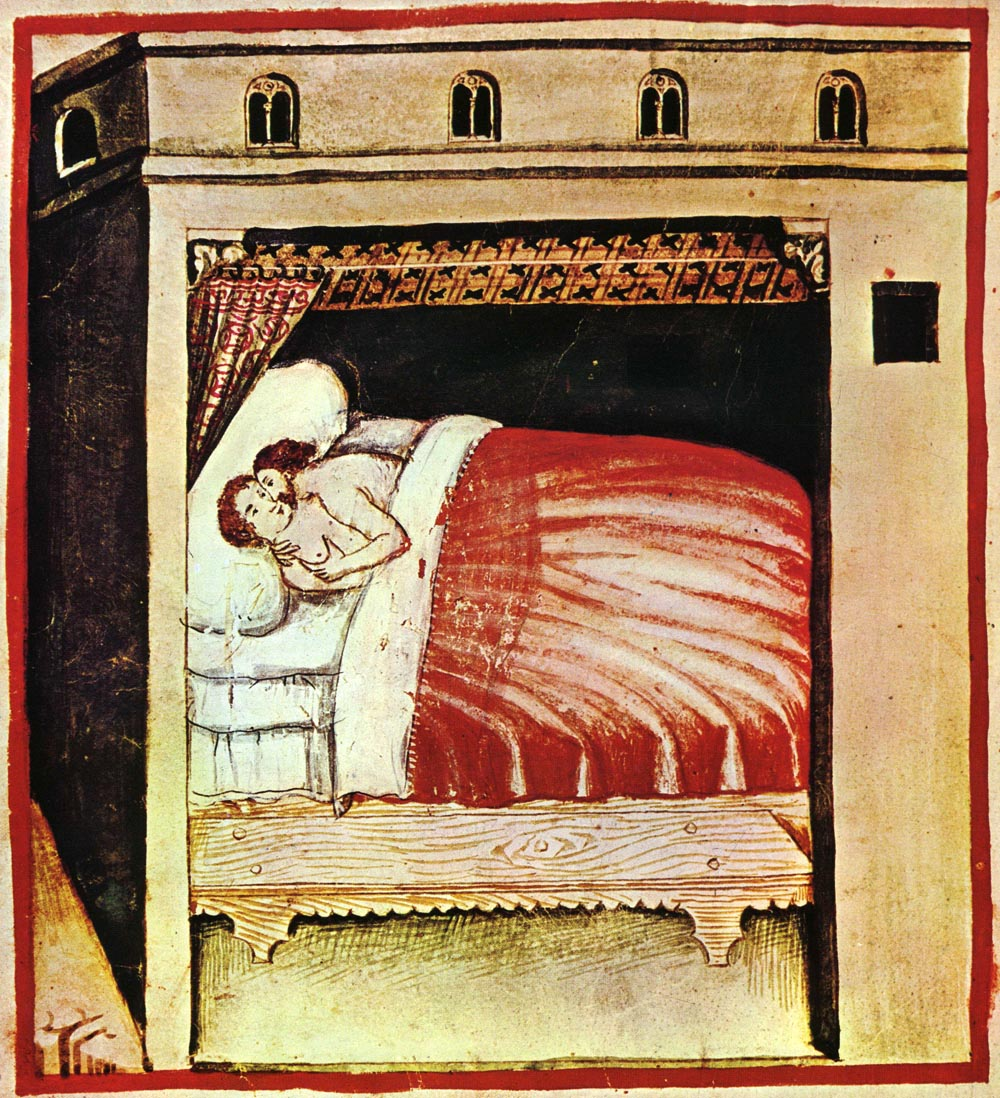
Coitus, secció en el llibre Tacuinum sanitatis casanatensis (segle XIV)

L'activitat sexual en els humans és una forma natural d'intimitat física. Pot exercir-se amb el propòsit de reproducció biològica, transcendència espiritual, per expressar afecte o per plaer i entreteniment (conegut en aquest context com a gratificació sexual). El desig pel sexe és una de les motivacions bàsiques del comportament humà. Totes les espècies animals que tenen reproducció sexual, i totes les cultures humanes, tenen una sèrie de conductes que es divideixen en: seguici, intimitat i activitat sexual.

## Definició
El comportament sexual humà és, per tant, el comportament que desenvolupen els éssers humans per buscar companys sexuals, obtenir l'aprovació de possibles parelles, formar relacions, mostrar desig sexual, i el coit.
Aquest comportament s'estudia en dues grans àrees: l'antropologia (les pràctiques de diverses cultures), i la informativa (coneixements que poden ser útils als individus que poden involucrar-se en aquest tipus de comportaments, o que consideren la possibilitat de dur a terme una activitat sexual).
El comportament sexual humà és una expressió molt àmplia. Es refereix tant a comportaments usuals com als menys freqüents, i inclou tot un seguit de comportaments sexuals des de les relacions matrimonials fins a l'abús sexual. Encara que, en molts casos, el comportament sexual es dirigeix o es porta a terme dins d'una relació, no és un element imprescindible, i hi ha molts comportaments sexuals fora d'una relació interpersonal.